# Biblioteka Narodowa Mauretanii
Biblioteka Narodowa Mauretanii – biblioteka narodowa Mauretanii w Nawakszucie formalnie powstała w 1962 roku. W rzeczywistości działalność rozpoczęła w 1965 roku.

## Historia
Po odzyskaniu niepodległości przez Mauretanię w lipcu 1962 roku uchwalono ustawę o bibliotekach, która tworzyła sieć biblioteczną. W czerwcu 1963 roku została uchwalona ustawa o egzemplarzu obowiązkowym, który miał być przekazywany do Archiwum Narodowego. Organizatorem Biblioteki Narodowej Mauretanii był Adam Heymowski, Polak mieszkający w Szwecji, który jako ekspert z ramienia UNESCO przyjechał po raz pierwszy do Mauretanii w 1964 roku. Po konsultacjach z przedstawicielami władz Mauretanii, wizycie w Senegalu, gdzie w Saint-Louis przechowywano zbiory związane z Mauretanią  opracował projekt nowej ustawy, która została uchwalona w 1965 roku. Na dyrektora zaproponował Lirvane'owi N'gamowi, który ukończył studia bibliotekarskie w Paryżu. Ponieważ należał on do plemienia Fulbe i nie znał dobrze arabskiego, dyrektorem biblioteki został profesor Mokhtar Ould Hamidoun, a N'gam kustoszem. Po przejściu Hamidouna w 1967 na emeryturę jego stanowisko objął N'gam, a nowym kustoszem biblioteki został Oumar Diouwara. Początkowo biblioteka mieściła się w budynkach administracji, dopiero w 1972 roku została przeniesiona do budynku wybudowanego przez Chińską Republikę Ludową i nadal (2020) się tam mieści. Budynek współdzieli z Muzeum Narodowym.

## Zbiory
Biblioteka ma prawo do egzemplarza obowiązkowego, czyli 2 kopii wszystkie druków wydanych na terenie Mauretanii (książek, czasopism, broszur, pocztówek, plakatów, map, dzieł muzycznych, fotografii, filmów itp.).
Zgodnie z ustawą z 1965 roku Bibliotece Narodowej zostały przekazane 3751 woluminy prac dotyczących geografii, historii i kultury Mauretanii i z Afryki Zachodniej zgromadzone w Centrum IFAN w Saint-Louis (Senegal). Na początku 1965 roku biblioteka otrzymała od UNESCO zbiór około 400 książek. Pod koniec lat 80. XX wieku biblioteka posiadała około 10 000 woluminów i 4000 rękopisów.